# Brachystelma caffrum
Brachystelma caffrum ist eine Pflanzenart aus der Unterfamilie der Seidenpflanzengewächse (Asclepiadoideae). Sie ist nur in der südafrikanischen Ostkap-Provinz beheimatet.

## Beschreibung

### Vegetative Merkmale
Brachystelma caffrum ist eine ausdauernde krautige Pflanze. Dieser Geophyt bildet eine, auf der Oberseite abgeflacht-kugelige, Wurzelknolle mit einem Durchmesser von 5 bis 7 cm, als Überdauerungsorgan. Die zahlreichen, niederliegend-aufsteigenden, einjährigen Sprossachsen sind 5 bis 12 cm lang und spärlich behaart. 
Die gegenständig angeordneten Laubblätter sind kahl und kurz gestielt. Die eher dicke, einfache Blattspreite ist in der Form variabel, aber meist bei einer Länge von bis etwa 15 mm eiförmig-lanzettförmig. Die Blattränder sind rau behaart.

### Blütenstand und Blüten
Der ungestielte Blütenstand ist ein- bis zweiblütig. Der rau behaarte Blütenstiel ist 15 bis 30 mm lang und aufsteigend.
Die zwittrigen Blüten sind radiärsymmetrisch und fünfzählig. Die Blüten riechen intensiv nach Kuhdung. Die fünf Kelchblätter sind bei einer Länge von etwa 2 mm lanzettförmig. Die sternförmige Blütenkrone misst 7 bis 13 mm im Durchmesser. Die gelbe Blüte ist innen glatt und außen mit Papillen besetzt. Die Kronröhre ist vergleichsweise kurz und flach. Die Kronblattzipfel sind bei einer Länge von 3 bis 5 mm eiförmig-dreieckig. Die Ränder der Kronblattzipfel sind mehr oder weniger stark behaart. Die ungestielte Nebenkrone ist grünlich-gelb gefärbt und besitzen eine Höhe von 2 mm sowie einen Durchmesser von 3 mm und sind an ihrer Basis glocken- oder annähernd urnenförmig verwachsen. Die interstaminalen Nebenkronblattzipfel sind wie eine Tasche geformt; am oberen Ende ist mittig ein kleiner V-förmiger Einschnitt. Seitlich gehen die interstaminalen Nebenkronblattzipfel in die flache, verbreiterte Rückseite der staminalen Nebenkronblattzipfel über. Die staminalen Nebenkronblattzipfel sind schmal-zungenförmig und liegen dem Staubblatt an. Die Pollinia sind D-förmig.

### Früchte und Samen
Die aufrechten, meist fast parallel oder leicht divergierenden, paarigen Balgfrüchte sind bei einer Länge von etwa 4,5 cm und bei einem Durchmesser von etwa 0,3 cm lang-spindelförmig. Die hellbraunen Samen sind bei einer Länge von etwa 6 mm sowie einer Breite von etwa 2 mm länglich-eiförmig oder lanzettlich-eiförmig und sind auf der einen Seite leicht konkav, glatt und kahl. 

### Ähnliche Art
Brachystelma decipiens ist in der Form der Nebenkrone sehr ähnlich; beide Arten dürften nahe verwandt sein.

## Vorkommen
Brachystelma caffrum kommt in der Ostkap-Provinz in Südafrika vor. Das Belegexemplar wurde von Thomas Sim 1893 am Mount Kemp in einer Höhenlage von 1300 Meter nahe Stutterheim (Distrikt Amathole, Provinz Ostkap, Südafrika) gesammelt. Anthony Patrick Dold fand sie auch bei St. Albans bei Ngcobo (Distrikt Chris Hani, Provinz Ostkap, Südafrika) und bei Nqadu 20 km nördlich von Mthatha (früher Umtata) (Distrikt OR Tambo, ebenfalls Ostkap-Provinz). Nicholas Edward Brown gab im Jahr 1907 an, dass Brachystelma caffrum damals auf felsigen Untergrund in einer Höhenlage von 4000 bis 5000 Fuß relativ häufig war.

## Taxonomie
Brachystelma caffrum wurde 1894 von Rudolf Schlechter unter dem Basionym Tapeinostelma caffrum erstbeschrieben. Die Gattung Tapeinostelma wird heute als Synonym von Brachystelma betrachtet. Das Exemplar war von Thomas R. Sim an einem Berg in der Nähe von Kingwillianstown (heutige Schreibweise King William’s Town, Distrikt Amathole, Provinz Ostkap, Südafrika) in einer Höhenlage von 1300 Meter gesammelt worden.